# Босико
Бо̀сико (на италиански: Bossico; на ломбардски: Bödech, Бьодек) е село и община в Северна Италия, провинция Бергамо, регион Ломбардия. Разположено е на 860 m надморска височина. Населението на общината е 993 души (към 2017 г.).